# Sredneasiatskaja ovtjarka
För andra betydelser, se Ovtjarka.
Sredneasiatskaja ovtjarka (centralasiatisk herdehund) är en hundras från Centralasien. Den har ett mycket stort ursprungsområde; från Ryssland i väst över Kazakstan till Mongoliet i öster och Iran i söder. I Turkmenistan är rasen utnämnd till nationellt arv, men det är den ryska kennelklubben Rossijskaja Kinologitjeskaja Federatsija (RKF) som har det internationella avelsansvaret för stambok och rasstandard.

## Historia
Tillsammans med tibetansk mastiff tros den stå nära själva ursprunget till hundrastypen molosserhundar, som tros ha uppstått någonstans i just Centralasien. Arbetet med att konsolidera rasen inleddes i dåvarande Sovjetunionen på 1930-talet.

## Egenskaper
Sredneasiatskaja ovtjarka är en boskapsvaktare och vaktande herdehund som traditionellt vistas tillsammans med tamboskap för att skydda dessa från rovdjursangrepp. Sredneasiatskaja ovtjarka har ett skarpt temperament och är vaksam mot främlingar.

## Utseende
I hemländerna kuperas svansen och hela öronlappen på ett karakteristiskt sätt. Kupering sker för att inte öronen eller svansen ska bli skadade om hunden blir angripen av varg eller ett annat rovdjur.